# Fantaghiro 4
Fantaghiro 4 (wł. Fantaghirò 4) – włoski telewizyjny film przygodowy fantasy z 1994 roku. Film składa się z dwóch odcinków, jest czwartą częścią serii filmowej Fantaghiro oraz bezpośrednią kontynuacją filmu Fantaghiro 3.

## Treść
Wraz ze śmiercionośnym wiatrem do krainy Fantaghiro przybywa trzech mrocznych rycerzy. Przynoszą głód, pragnienie i choroby. Księżniczka podejmuje z nimi walkę. Walka nie jest łatwa, bo rycerzy nie można pokonać żadną bronią.

## Obsada
- Alessandra Martines – Fantaghirò
- Nicholas Rogers – Tarabas
- Horst Buchholz – Darken
- Ursula Andress – Xellesia
- Brigitte Nielsen – Czarna Wiedźma
- Marc de Jonge – Tohor
- Riccardo Serventi Longhi – Fiodor
- Agathe de La Fontaine – Angelica
- Gaia Bulferi Bulferetti – Parsel
- Oreste Guidi – Rufus